# Víctor Zelada
Víctor Ramón Zelada Allende (* 22. Januar 1945 in Santiago de Chile; † 15. November 2023) war ein chilenischer Fußballspieler und -trainer. Der Stürmer absolvierte zwei Länderspiele für Chile und wurde auf Vereinsebene 1970 chilenischer Meister.

## Karriere

### Verein
Ausgebildet in der Jugend von Unión Española unter Luis Tirado kam Víctor Zelada 1963 in die Segunda División zu Deportes Iberia. Nach einer Station bei Erstligist CD O’Higgins ging Zelada 1966 zu Rekordmeister CSD Colo-Colo. Für die Caciques erzielte der Offensivakteur 63 Tore in 128 Ligaspielen. Größter Erfolg seiner Karriere war die Meisterschaft 1970. Er spielte bis zu seinem Karriereende 1977 noch für weitere Klubs aus Chile, unter anderem 1975 und 1976 für den CF Universidad de Chile. Nach seiner aktiven Karriere war der frühere Nationalspieler als Trainer bei Unión San Felipe und Coquimbo Unido tätig.

### Nationalmannschaft
Víctor Zelada debütierte im März 1970 unter Trainer Francisco Hormazábal beim Freundschaftsspiel gegen Brasilien. Nur wenige Tage nach seinem Debüt bestritt der Offensivakteur erneut gegen Brasilien sein zweites Länderspiel, das zugleich sein letztes Spiel für Chile war.

## Erfolge
Colo-Colo
- Primera División: 1970